# زمین‌لرزه ۱۹۶۰ کنسپسیون
زمین‌لرزه کُنسپسیون  در تاریخ ۲۱ مه ۱۹۶۰ میلادی، برابر با ‎۳۱ اردیبهشت ۱۳۳۹، ساعت ۱۰:۰۲ به زمان یوتی‌سی در شیلی ، منطقه بیوبیو رخ داد. بزرگی آن ۷٫۳ در مقیاس Mw بدست آمده‌است.
شمار کشتگان نزدیک به ۱۲۵ نفر گزارش شده‌است.